# Nova (Stern)

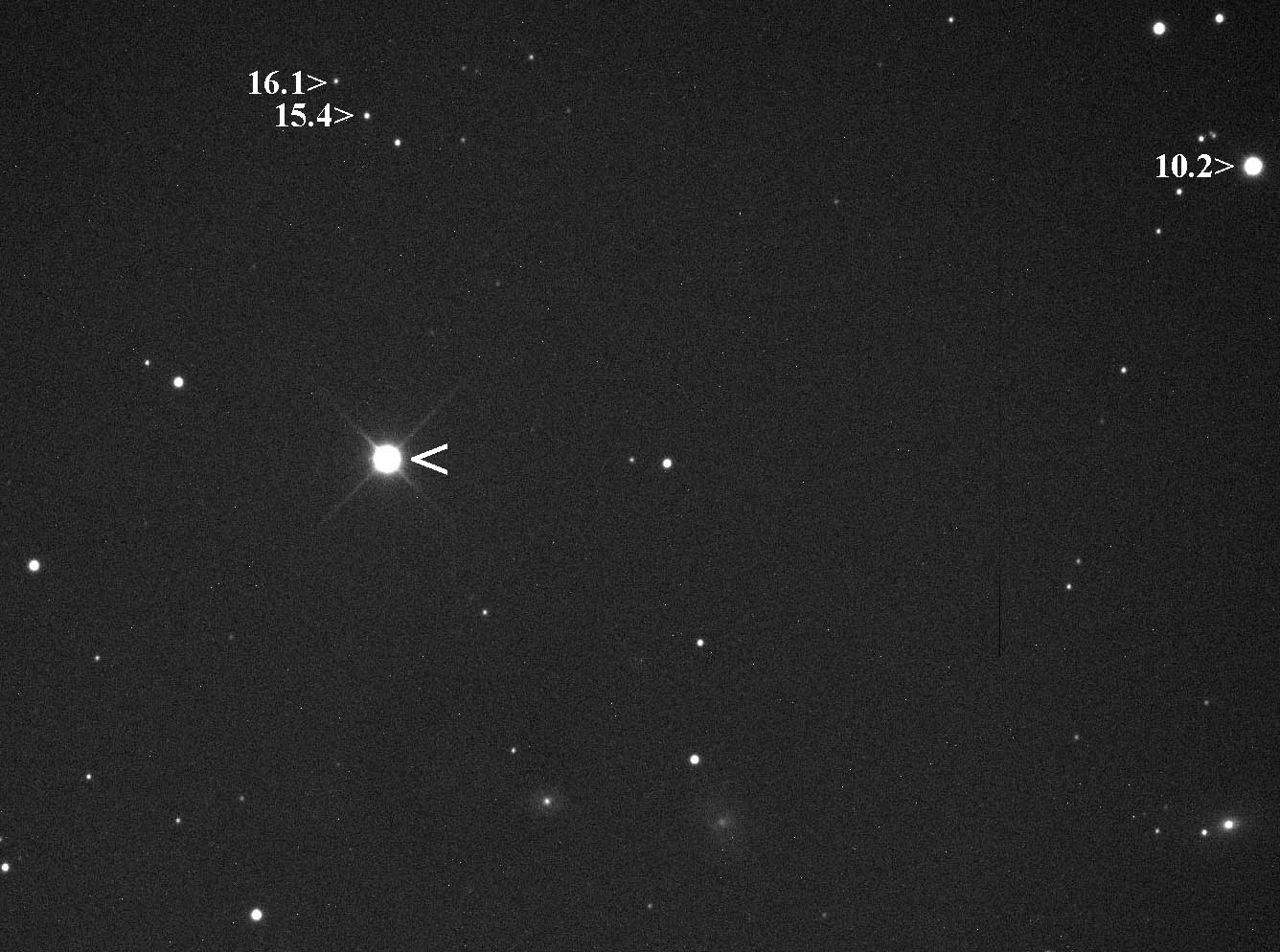
Bild von KT Eridani (Nova Eridani 2009)

Eine Nova (Plural Novae) ist meist ein Helligkeitsausbruch in einem engen Doppelsternsystem aufgrund einer explosiven Zündung des Wasserstoffbrennens auf der Oberfläche eines Weißen Zwergs.

## Definition
Der Begriff der Nova leitet sich von dem lateinischen Ausdruck „stella nova“ (neuer Stern) ab und geht auf den von Tycho Brahe geprägten Namen einer Beobachtung eines Tychonischen Sterns im Jahr 1572 zurück. Er bezieht sich auf das plötzliche Auftauchen eines vorher nicht sichtbaren sternähnlichen Objektes am Firmament. Eine Nova war bis zur Mitte des 20. Jahrhunderts jede Art eines Helligkeitsausbruchs eines Sterns mit einem Anstieg zum Maximum in einem Zeitraum von Tagen bis Jahren und einer Rückkehr zur Ruhehelligkeit innerhalb von Wochen bis Jahrzehnten. Als die astrophysikalische Ursache der Eruptionen erkannt wurde, wandelte sich der Begriff zu der heutigen Definition:
Eine Nova ist die Folge eines thermonuklearen Runaways (einer explosiven Zündung thermonuklearer Reaktionen) auf der Oberfläche eines Weißen Zwergs. Die gezündete Materie stammt von einem relativ massearmen Hauptreihenstern in einem Doppelsternsystem, der seine Roche-Grenze überschritten hat, oder die per Akkretion aus dem Sternwind auf den Weißen Zwerg transferiert wurde. Sie bildet dort eine Akkretionsscheibe. An deren Oberfläche entsteht eine stetig wachsende, stark komprimierte Schicht, die an der Untergrenze immer mehr erhitzt wird, bis schließlich die Kernfusion des Wasserstoffs einsetzt und für einen weiteren Temperaturanstieg sorgt. Mit dem Erreichen von 10 Millionen Kelvin setzt eine explosionsartige Expansion ein, die Geschwindigkeit liegt dabei bei 100 bis 1.000 km pro Sekunde. Das Helligkeitsmaximum wird erreicht, wenn die Gastemperatur auf etwa 7.000 bis 10.000 Kelvin gefallen ist. Der Hüllenradius ist dann auf das 1.000- bis 10.000-Fache des Radius des Weißen Zwergs angestiegen (auf eine absolute Helligkeit zwischen −6 und −8,5 mag). Das Doppelsternsystem bleibt durch den Novaausbruch weitgehend unbeeinflusst. Erneut kann Materie von der anderen Komponente dem Weißen Zwerg zufließen. Novae gehören daher zu den kataklysmischen Veränderlichen.
Nicht mehr zu den (klassischen) Novae zählen:

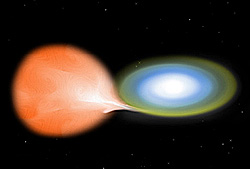
Künstlerische Darstellung des Szenarios

- Die Supernovae sowie die hypothetischen Hypernovae, bei denen eine thermonukleare Reaktion den explodierenden Stern umwandelt oder vernichtet.
- Die Zwergnovae, bei denen eine Akkretionsscheibe um einen weißen Zwerg in zyklischen Abständen aufleuchtet.
- Die früher als extrem langsame Novae bezeichneten Ausbrüche von symbiotischen Sternen und FU-Orionis-Sternen, die ebenfalls die Folge eines Aufleuchtens einer Akkretionsscheibe sind.
- Die Leuchtkräftigen Roten Novae, die bei einer Verschmelzung zweier Sterne in einem Doppelsternsystem entstehen.
- Die Leuchtkräftigen Blauen Veränderlichen, deren Veränderlichkeit durch variable Sternwinde und die Bildung von Pseudophotosphären entsteht.
- Röntgennovae oder Soft X-ray transits, die wie Zwergnovae eine Instabilität in der Akkretionsscheibe aufweisen und aufgrund des kompakten Begleiters ihre Energie überwiegend als Röntgenstrahlung abgeben.[4]
- Die hypothetischen Quarknovae. Diese Detonationen ergeben sich aus theoretischen Modellen, wenn ein Neutronenstern dem Druck durch Gravitation nicht mehr widerstehen kann und in einen hypothetischen Quarkstern kollabiert.[5]
- Mini-Supernovae oder Kilo-Novae verfügen über eine tausendfach stärkere Leuchtkraft als normale Novae und entstehen wahrscheinlich bei der Verschmelzung eines Neutronensterns mit einem Neutronenstern oder eines Neutronensterns mit einem schwarzen Loch. Ihre Leuchtkraft ist die Folge des Zerfalls radioaktiver Nuklide, die in einer Stoßwelle bei einem solchen Merger synthetisiert werden.[6]
- Eine Makro-Nova ist das hypothetische Ergebnis einer Verschmelzung zweier Neutronensterne, aus der ein Millisekundenmagnetar hervorgeht. Bei einer Makronova sollte ein schnell rotierender massiver Neutronenstern mit einem starken Magnetfeld von 1011 T entstehen. Aus dem Magnetfeld und dem Drehmoment kann eine Energiemenge von 1046 J innerhalb von 100 bis 10.000 Sekunden extrahiert werden und das Modell der Makro-Novae wird zur Beschreibung des Nachleuchtens von Gamma Ray Bursts verwendet.[7]
- Die Un-Novae sind fehlgeschlagene Kernkollaps-Supernovae, bei denen der Vorläuferstern direkt in ein schwarzes Loch kollabiert und dabei nur wenig bzw. keine elektromagnetische Strahlung emittiert.[8]
- Eine hypothetische Merger-Nova entsteht bei der Verschmelzung zweier Neutronensterne, wodurch ein schnell rotierender und stark magnetischer Neutronenstern mit großer Masse entsteht. Das Magnetfeld des Magnetars interagiert mit der zirkumstellaren Umgebung und erzeugt dabei einen kurzfristigen Ausbruch elektromagnetischer Strahlung, dessen Leuchtkraft die einer Supernova übertrifft.[9]

Dagegen sind die Röntgenbursts vom Typ I bei einigen Röntgendoppelsternen ein Äquivalent der Novaausbrüche bei kataklysmischen Veränderlichen. Der kompakte Stern, der Materie von seinem Begleiter akkretiert, ist ein Neutronenstern. Die wasserstoff- und/oder heliumreiche Materie lagert sich auf der Oberfläche des Neutronensterns an und es kommt zu einem thermonuklearen Runaway. Die Strahlung entweicht fast ausschließlich als Röntgenstrahlung, da sich kein optisch dicker Sternwind bildet. Aufgrund der höheren Dichte und Temperatur auf einem Neutronenstern finden thermonukleare Reaktionen auch bereits nach Monaten erneut statt. Im Gegensatz dazu dauert es auf den Oberflächen von Weißen Zwergen von kataklysmischen Veränderlichen meist Jahrtausende, bis genügend Materie für einen erneuten thermonuklearen Runaway vorliegt.

## Ausbruch
Bei jedem Helligkeitsausbruch einer Nova werden die folgenden Phasen durchlaufen:
- Der initiale Anstieg von der Praenova-Helligkeit innerhalb weniger Tage um circa 9 mag
- Ein Stillstand von einem bis zu einigen Tagen vor dem eigentlichen Maximum. In dieser Phase ändert sich die optische Helligkeit kaum. Ein Stillstand wird nicht immer beobachtet, was bedingt sein kann durch eine zu späte Entdeckung der Nova erst nach diesem Abschnitt, oder die Phase des Stillstands tritt nicht bei allen Novae auf.
- Der finale Anstieg zum Maximum innerhalb von Tagen bis Wochen. Die typische Amplitude beträgt 2 mag.
- Daran schließt sich die Phase des frühen Abstiegs an. Die Helligkeit fällt gleichmäßig in diesem Abschnitt ab um circa 3,5 mag und die Geschwindigkeit des Abfalls wird als Klassifizierungsmerkmal genutzt, um schnelle von langsamen Novae zu unterscheiden. Allerdings gibt es keine einheitliche Definition dieser Begriffe.
- In der Übergangsphase fällt die Helligkeit um weitere 3 mag ab. Der Helligkeitsabfall kann gleichmäßig, mit einem tiefen Minimum aufgrund von Staubbildung oder mit quasiperiodischen Schwankungen der Helligkeit erfolgen. Diese Phase kann einige Wochen bis Jahre andauern.
- Danach schließt sich der endgültige Helligkeitsabfall über Jahre bis Jahrzehnte an.

Die Entwicklung des optischen Spektrums ist komplex und verläuft parallel zur Änderung der Helligkeit:
- Im Praemaximum-Spektrum zeigen sich breite Absorptionslinien wie bei frühen Sternen mit überlagerten P-Cygni-Profilen. Die Expansionsgeschwindigkeit beträgt zwischen −1300 für schnelle und −100 km/s für langsame Novae. Es wird auch als Fireball-Spektrum bezeichnet und das Medium wird durch die Schockwelle der Explosion geheizt.
- Das Principal-Spektrum tritt im Maximum auf mit stärkeren und weiter ins Blaue verschobenen Absorptionslinien. Das Spektrum erinnert an einen A- oder F-Überriesen mit angereicherten Linien des Kohlenstoffs, Sauerstoffs und Stickstoffs. Die Expansionsgeschwindigkeit liegt zwischen −1000 und −150 km/s in Abhängigkeit von der Geschwindigkeitsklasse der Nova.
- Das diffuse erweiterte Spektrum ist ähnlich dem Principal-Spektrum mit breiteren und stärker blauverschobenen Absorptionslinien und tritt kurz nach dem Zeitpunkt maximaler Helligkeit auf.
- Darauf folgt das Orion-Spektrum nach einem Helligkeitsabfall von 2 mag. Das Spektrum ist ähnlich dem von leuchtkräftigen O- oder B-Sternen mit starken Sternwinden. Die Expansionsgeschwindigkeit liegt zwischen −2700 und −1000 km/s in Abhängigkeit von der Geschwindigkeitsklasse der Nova. Daneben treten erste schwache Anzeichen von verbotenen Linien auf.
- Zum Schluss wird das nebelige Spektrum sichtbar, das viele Eigenschaften eines planetarischen Nebels wiedergibt. Es treten zahlreiche verbotene Linien des Sauerstoffs, Stickstoffs und manchmal des Neons auf. Die Anregungstemperatur beträgt ungefähr 106 Kelvin.

Die Entwicklung des Spektrums wird als eine expandierende Gaswolke interpretiert, deren Durchsichtigkeit im Laufe der Expansion abnimmt und damit die Photosphäre, von der die Lichtquanten ohne erneute Absorption zur Erde gelangen, nach innen wandern lässt.
Im Infraroten kann insbesondere die Staubbildung der ausgestoßenen Materie beobachtet werden. Das schnelle Wachstum von kohlenstoffhaltigen Staubteilchen erfordert, dass neben der akkretierten wasserstoffreichen Materie auch ein Teil der äußeren Schichten des Weißen Zwergs über die Fluchtgeschwindigkeit beschleunigt wird. Im Staub sind Kohlenwasserstoffe, Siliciumcarbide und amorphe Karbide nachgewiesen worden. Die Spektrallinien im Ultraviolett folgen zunächst den oben beschriebenen im optischen Bereich. In der Phase des stabilen Wasserstoffbrennens auf dem Weißen Zwerg steigt die Ultraviolettstrahlung wieder an, ebenso wie die Röntgenstrahlung. Beide Strahlungsarten haben ihren Ursprung überwiegend in der thermischen Strahlung aus der dünnen Atmosphäre um den Weißen Zwerg. Aufgrund der niedrigenergetischen Röntgenstrahlung zählt eine Nova in diesem Stadium zu den superweichen Röntgenquellen. Das Ende des Ausbruchs ist durch das Beenden des Wasserstoffbrennens auf der Oberfläche des Weißen Zwergs gekennzeichnet. Dies geschieht ungefähr 3 Jahre nach dem Beginn des Ausbruchs, wenn keine superweiche Röntgenstrahlung mehr von der Nova nachweisbar ist.

## Thermonuklearer Runaway

CNO-Zyklus

Für das Verständnis von Novae war die Beobachtung wesentlich, dass die bolometrische Helligkeit über Wochen bis Jahre konstant bleibt und damit die für den Helligkeitsausbruch verantwortliche Ursache viel länger andauert als das kurze optische Maximum einer Nova. Ein thermonuklearer Runaway stellt die Energie zur Verfügung für den Helligkeitsanstieg und die expandierende Hülle aus Gas.
Vor dem Ausbruch ist von dem Begleiter wasserstoffreiche Materie auf den Weißen Zwerg transferiert und mittels Konvektion mit der dünnen Atmosphäre des Weißen Zwerges vermischt worden. Die Abbremsung der Materie, sobald sie auf den Weißen Zwerg trifft, setzt Energie frei und erhöht die Temperatur in der Atmosphäre. Erreicht die Temperatur einige Millionen Kelvin, so beginnt explosives Wasserstoffbrennen nach dem Bethe-Weizsäcker-Zyklus. Da die Materie entartet ist, führt die frei werdende Energie nicht zu einer Expansion, sondern nur zu einer weiteren Erwärmung der Materie. In der Folge steigt die Temperatur weiter an bis 108 K und der thermonukleare Runaway breitet sich über die gesamte Oberfläche des Weißen Zwerges aus.
Insbesondere der Strahlungsdruck beschleunigt die Materie und eine Hülle wird am Anfang des Novaausbruchs abgestoßen. Da die Zündung des thermonuklearen Runaways an der Untergrenze der Atmosphäre des Weißen Zwerges stattfand, wird auch etwas Materie der CNO-Kruste ins Weltall beschleunigt und kann während des Principal-Spektrums nachgewiesen werden. Wenn die Entartung durch weitere Temperaturerhöhung aufgehoben wurde, kommt es zu einem stabilen Wasserstoffbrennen auf dem Weißen Zwerg. Die meiste Strahlung wird zu diesem Zeitpunkt aufgrund der dünnen Atmosphäre als Ultraviolettstrahlung bzw. als gestreute Infrarotstrahlung abgegeben. Während des ganzen Ausbruchs beschleunigt der Strahlungsdruck Materie über die Fluchtgeschwindigkeit hinaus, es werden ungefähr 10−4 Sonnenmassen in das interstellare Medium ausgestoßen. Der Ausbruch endet, wenn der Wasserstoff in der Atmosphäre des Weißen Zwerges erschöpft ist.
In der Literatur finden sich zahlreiche Beobachtungen zu Helligkeitsanstiegen in den Monaten vor dem Novaausbruch. Dies ist nur schwerlich mit der Hypothese des thermonuklearen Runaways auf der Oberfläche eines Weißen Zwerges in Einklang zu bringen, da in einem ruhigen kataklysmischen Veränderlichen der Hauptteil der optischen Strahlung aus der Akkretionsscheibe und im Fall von langperiodischen Systemen vom Begleiter kommt. Eine erneute Analyse der historischen Aufnahmen der Novae GK Per, CP Lac und BT Mon aus der Zeit vor dem Ausbruch konnte keine Helligkeitsanstiege nachweisen. Wahrscheinlich handelt es sich um eine Überinterpretation der fotografischen Platten. Nur im Fall von V533 Her ist in einem Zeitraum von anderthalb Jahren vor dem Ausbruch ein Helligkeitsanstieg von mehr als 1 Magnitude zu erkennen.

## Arten von Novae
Diese werden nochmals in Unterkategorien aufgeteilt:
- NA: sehr schnelle, schnelle und mittelschnelle Novae haben eine Helligkeitsabnahme von mehr als drei Magnituden innerhalb von 100 Tagen oder weniger (Beispiel: GK Persei).
- NB: langsame Novae haben eine Helligkeitsabnahme von drei Magnituden innerhalb von 150 Tagen oder mehr (Beispiel: RR Pictoris).
- NC: sehr langsame Novae haben eine geringe Erhöhung der Helligkeit, die viele Jahre im Maximum verharrt (Beispiel: RR Telescopii).[17]
- NR: rekurrierende oder wiederkehrende Novae, die im historischen Zeitraum mehr als einmal ausgebrochen sind (Beispiel: CI Aquilae).[18]
- NL: novaähnliche Veränderliche (novalike variables), Objekte die Novae ähneln, aber aufgrund ihrer Helligkeitsänderungen oder ihrer spektralen Eigenschaften nur unzureichend untersucht wurden.[19]

### Klassische Novae
Die klassischen Novae treten in kataklysmischen Doppelsternsystemen auf. Hierbei kreisen der Weiße Zwerg und sein später Begleiter um den gemeinsamen Schwerpunkt. Der Begleiter hat seine Roche-Grenze überschritten und daher fließt Materie von ihm zum Weißen Zwerg. Dies kann über eine Akkretionsscheibe erfolgen oder, wenn der Weiße Zwerg über ein starkes Magnetfeld verfügt, direkt auf die magnetischen Pole prallen. Letztere Art von kataklysmischen Veränderlichen werden Polare oder AM-Herculis-Sterne genannt.

### Symbiotische Novae
Die symbiotischen Novae, auch als Typ NC bezeichnet, sind thermonukleare Novae in symbiotischen Doppelsternsystemen bestehend aus einem Weißen Zwerg und einem Roten Riesen. Die Massen von Weißen Zwergen in symbiotischen Novae sind entweder größer als eine Sonnenmasse und führen dann zu schnellen Novae, die zu den rekurrierenden Novae gehören, oder die Masse liegt zwischen 0,4 und 0,6 Sonnenmassen und führt zu sehr langsamen Novae. Bereits der Anstieg einer symbiotischen Novae kann bis zu zwei Jahre oder länger dauern, z. B. dauerte bei AG Peg die Rückkehr zur Ruhehelligkeit 120 Jahre. Der Massentransfer bei symbiotischen Novae kann im Gegensatz zu klassischen Novae eine Folge von Windakkretion sein, wobei der Weiße Zwerg aus dem gleichmäßig in alle Raumrichtungen abgegebenen Sternwind des Roten Riesen Materie einfängt. Weiterhin fehlt bei den symbiotischen Novae mit einem massenarmen Weißen Zwerg der optisch dicke Wind und es wird nur eine geringe Masse von circa 10−7 Sonnenmassen in den interstellaren Raum ausgestoßen. Die Lichtkurve zeigt dann ein manchmal jahrelang anhaltendes Plateau des Maximumlichts. Dabei findet während des gesamten Ausbruchs ein stabiles Wasserstoffbrennen auf der Oberfläche des Weißen Zwerges statt, da am Anfang des Ausbruchs kein Sternwind den Großteil der Atmosphäre des Weißen Zwerges fortgetragen hat und damit mehr Wasserstoff für die thermonuklearen Reaktionen zur Verfügung steht.

### Rekurrierende Novae
Rekurrierende oder wiederkehrende Novae vom Typ NR, sind Novae, die im historischen Zeitraum mehr als einmal ausgebrochen sind. Sie werden manchmal auch als rekurrente Novae bezeichnet. Der Ausbruchsmechanismus ist die Folge eines thermonuklearen Runaways nahe der Oberfläche des Weißen Zwergs wie bei den klassischen Novae. Rekurrierende Novae werden in drei Gruppen aufgeteilt:
- die RS-Oph/T-CrB-RNe,
- die U-Sco-RNe,
- die T-Pyx-RNe.

Bei den ersten beiden Gruppen handelt es sich um enge Doppelsternsysteme wie bei den klassischen Novae. Allerdings wird vermutet, dass die Masse des Weißen Zwergs nahe bei der Chandrasekhar-Grenze liegt und eine hohe Akkretionsrate vorliegt. Aufgrund der inversen Beziehung zwischen der Masse des Weißen Zwerges und seinem Radius erreichen schwere Weiße Zwerge viel eher die Dichten, bei denen es zu einer Zündung des Wasserstoffbrennens kommt. Die RS-Oph/T-CrB-Gruppe rekurrierender Novae ähnelt den symbiotischen Novae, wobei der Begleiter des Weißen Zwerges ein Roter Riese ist und die Umlaufdauer in der Größenordnung von 100 Tagen liegt. Bei der U-Sco-Gruppe ist dagegen der Begleiter des Weißen Zwergs ein roter Zwergstern und die Umlaufdauer liegt in der Größenordnung von einigen Stunden.
Bei der T-Pyx-Gruppe handelt es sich um eine heterogene Gruppe von Novae, die wahrscheinlich nur zeitweise rekurrierende Ausbrüche zeigen. Ein normaler Novaausbruch erhitzt den Begleitstern, sodass dieser sich ausdehnt und vermehrt Materie auf den Weißen Zwerg transferiert. Dies führt solange zu erneuten Ausbrüchen, bis der Begleitstern sich nicht weiter ausdehnt und wieder unter die Roche-Grenze schrumpft. Damit endet die Phase rekurrierender Ausbrüche nach einigen hundert Jahren.
Rekurrierende Novae werden häufig mit TOADs verwechselt. Dies sind Zwergnovae, die nur Superausbrüche zeigen, und diese Ausbrüche erfolgen im Abstand von mehreren Jahren bis Jahrzehnten.
Galaktische wiederkehrende Novae:
CI Aql, V394 CrA, T CrB, IM Nor, RS Oph, V2487 Oph, T Pyx, V3890 Sgr, U Sco und V745 Sco.

### Neon-Nova
Bei circa 30 % aller klassischen Novae wird eine Anreicherung des Spektrums mit Ionen mittlerer Masse, insbesondere Neon, beobachtet. Diese Verteilung der Elemente im ausgeworfenen Material kann aufgrund theoretischer Überlegungen nicht die Folge eines thermonuklearen Runaways auf einem Weißen Zwerg mit einer CO-Kruste sein. Massereiche Weiße Zwerge haben dagegen an ihrer Oberfläche eine Anreicherung von Sauerstoff, Magnesium und Neon. In Neon-Novae läuft neben dem oben geschilderten Bethe-Weizsäcker-Zyklus auch der Neon-Natrium-Zyklus ab, der instabile Elemente wie 20Ne produziert. Ein Teil dieser instabilen Elemente konnte anhand der charakteristischen Zerfallslinien im Gammastrahlungsbereich nachgewiesen werden.

### Helium-Nova
Theoretisch sind Helium-Novae oder Helium-Stickstoff-Novae bereits 1989 vorhergesagt worden. Bei dieser Art von kataklysmischen Veränderlichen wird heliumreiche Materie auf den Weißen Zwerg transferiert und diese zündet ebenfalls im entarteten Zustand zu einem explosiven Heliumbrennen. Heliumreiche Materie wird vom Sekundärstern auf den Weißen Zwerg übertragen, weil seine äußere wasserstoffreiche Atmosphäre bereits vom Weißen Zwerg akkretiert, durch Sternwind oder während einer Gemeinsame-Hülle-Phase abgegeben wurde. Der bisher beste Kandidat für eine Helium-Nova ist V445 Puppis = Nova Puppis 2000. Radialgeschwindigkeitsmessungen im Spektrum zeigen eine ungewöhnlich hohe Geschwindigkeit von über 6000 km/s für die expandierende Hülle. Weiterhin zeigte eine Untersuchung der Helligkeitsänderungen vor dem Ausbruch eine Lichtkurve, die eher zu einem verschmelzenden Doppelsternsystem als zu einem kataklysmischen Veränderlichen gehört. Damit bleibt offen, ob V445 Pup eine Helium-Nova oder eine ungewöhnliche Supernova vom Typ II ist.

### Gammastrahlen-Nova
Gammastrahlen-Novae sind eine kleine Gruppe von klassischen und symbiotischen Novae, von denen einige Wochen nach dem Ausbruch Gammastrahlung nachgewiesen werden konnte. Sie alle zeigen ein recht weiches Gammaspektrum mit Energien bis zu einigen GeV. Bei der symbiotischen Nova V407 Cygni dürfte die energiereiche Strahlung durch eine Beschleunigung von Partikeln in der Schockwelle zwischen der Nova-Ejekta und dem Wind des Roten Riesen entstanden sein. Dagegen ist die Ursache für die Gammastrahlung bei den Neon-Novae V1324 Scorpii und V959 Monocerotis nicht bekannt.
Gammastrahlung sollte von allen Novae nachgewiesen werden können, da bei dem thermonuklearen Runaway radioaktive Elemente wie 7Be und 22Na entstehen, die bei ihrem Zerfall anhand spezifischer Linien identifiziert werden können. Diese sind bisher ebenso wenig beobachtet worden, wie die 511-keV-Annihilationslinie, die bei der Zerstrahlung von Positronen und Elektronen während der thermonuklearen Reaktionen erwartet wird.

### Vorkommen in Sternkatalogen
Der General Catalogue of Variable Stars listet aktuell etwa 400 Sterne (knapp 1 % der Sterne in diesem Katalog), welche in eine Untergruppe der Novae eingeteilt werden. Davon sind die klassischen Novae NA mit etwa 250 Sternen die größte Gruppe. Die weiteren Gruppen in diesem Katalog sind NB, NC, NL und NR sowie die unspezifischen N.

## Entdeckung und Statistik
In den letzten Jahren sind im Durchschnitt um die 12 Novae pro Jahr in der Milchstraße entdeckt worden. Dies ist nur ein Teil der pro Jahr in unserer Galaxis ausbrechenden Novae, da aufgrund von Konjunktionen mit der Sonne, interstellarer Extinktion sowie fehlender Beobachtungen besonders bei schnellen Novae nicht alle erfasst werden können. Die Rate der erwarteten Novae für die Milchstraße liegt bei 30–80 pro Jahr und wurde abgeleitet aus der Novahäufigkeit der Andromedagalaxie M31. Die Suche nach Novae wurde bisher hauptsächlich von Amateurastronomen betrieben. Die Novarate bezogen auf die Leuchtkraft scheint bei den Spiralgalaxien der lokalen Gruppe stets einen Wert von um die 2 Novae pro 1010 Sonnenleuchtkräfte und Jahr anzunehmen und unabhängig vom Hubble-Typ zu sein. Es ist vermutet worden, dass es signifikante Unterschiede in der Verteilung schneller und langsamer Novae für die unterschiedlichen Hubble-Typen gibt und eine Abhängigkeit von der mittleren Metallizität der Galaxie besteht.

## Novae als möglicher Entfernungsindikator
Empirisch ist eine Beziehung zwischen der Geschwindigkeit des Helligkeitsabfalls und der absoluten Helligkeit im Maximum gefunden worden:
{\displaystyle M_{V}=2{,}55\cdot \log(t_{2})-11{,}32}.
Hierbei ist MV die absolute visuelle Helligkeit und t2 die Zeit in Tagen, in der die visuelle Helligkeit um zwei Magnituden vom Helligkeitsmaximum abgefallen ist. Die große Helligkeit von Novae erlaubt ihre Anwendung in extragalaktischen Systemen außerhalb der lokalen Gruppe. Dieses Verhalten lässt sich erklären, wenn die Maximalhelligkeit und die Geschwindigkeit nur von der Masse des Weißen Zwergs abhängen. Mit der Masse wird auch der Druck in der Atmosphäre des Weißen Zwerges zunehmen und entsprechend stärker verläuft der thermonukleare Runaway. Gleichzeitig nimmt die Masse der wasserstoffreichen Atmosphäre, die zur Zündung des Wasserstoffbrennens benötigt wird, ab und der Ausbruch ist schneller beendet. Allerdings scheint es neben wiederkehrenden Novae auch eine Untergruppe von Novae in extragalaktischen Systemen zu geben, die stark von der obigen Beziehung abweicht.
Weiterhin hat sich herausgestellt, dass alle Novae 15 Tage nach dem Maximum ungefähr dieselbe absolute visuelle Helligkeit von −5,5 mag haben. Beide Methoden erfordern die genaue Bestimmung des Zeitpunkts der maximalen Helligkeit.

## Novae als potentielle Vorläufer von Supernovae vom Typ Ia
Ein mögliches Szenario für die Entwicklung von Supernovae vom Typ Ia ist der gravitative Kollaps eines Weißen Zwerges in einem kataklysmischen Doppelsternsystem. Wenn die Masse eines Weißen Zwerges die Chandrasekhar-Grenze von circa 1,4 Sonnenmassen überschreitet, kommt es zu einer Detonation im entarteten Kohlenstoff-Kern. Allerdings ist nicht klar, ob bei einem Novaausbruch die Masse des Weißen Zwergs zu- oder abnimmt.
Beim Ausbruch wird ein Teil der Atmosphäre des Weißen Zwerges stark genug beschleunigt, um das Doppelsternsystem zu verlassen. Dies erhöht den Drehimpuls und verlängert die Umlaufdauer einer Nova nach dem Ausbruch. Dem entgegen wirkt die Reibung der ausgeschleuderten Materie mit dem Begleitstern, die wahrscheinlich auch für die bipolare Struktur vieler Novareste verantwortlich ist. Des Weiteren folgt bei einem starken Magnetfeld des Weißen Zwerges die ionisierte ausgeschleuderte Materie den Magnetfeldlinien, was ebenfalls den Drehimpuls des Doppelsternsystems verringert.
Trotz dieser Schwierigkeiten sollte es möglich sein, anhand eines Bedeckungslichtwechsels die Änderung des Drehimpulses des Doppelsternsystems und damit auch der Masse des Weißen Zwergs vor und nach einem Ausbruch zu messen. Bei den beiden wiederkehrenden Novae CI Aql und U Sco ergaben sich Werte für die beim Novaausbruch abgeworfene Materie von einigen 10−6 Sonnenmassen. Dies entspricht im Rahmen der Messgenauigkeit genau der akkretierten Masse zwischen den Ausbrüchen. Bei der wiederkehrenden Nova T Pyx dagegen wird erheblich mehr Materie abgeworfen, als zwischen den Ausbrüchen vom Begleitstern akkretiert wird.
Es gibt indirekte Hinweise dafür, dass symbiotische Novae die Vorläufer für einen Bruchteil von circa 10 % aller Supernovae vom Typ Ia sind. Während der Expansion der ausgestoßenen Hülle der Supernova kollidiert dieses Material mit sich langsamer bewegenden Gas- und Staubhüllen. Diese Kollisionen konnten im Spektrum z. B. der Supernova 2011km (= PTF 11kx) nachgewiesen werden. Die Expansionsgeschwindigkeit der alten Gas- und Staubhüllen ist zu gering, um von der Supernova selbst zu stammen und viel zu schnell, um von einem Sternwind verursacht zu sein. Daneben scheint eine kontinuierliche Komponente mit geringer Dichte in der zirkumstellaren Umgebung der Supernovae vorhanden zu sein, wobei die Dichte und Expansionsgeschwindigkeit dieser Hülle typische Werte für den Sternwind eines Roten Riesen zeigt. Das mehrfache Durchdringen der Supernovastoßfront durch die alten Hüllen spricht für einen zyklischen Ausstoß der Gas- und Staubhüllen mit einem Abstand von einigen Jahrzehnten. Diese Eigenschaften passen bestens zu den bekannten Eigenschaften von symbiotischen Novae.

## Novaüberrest

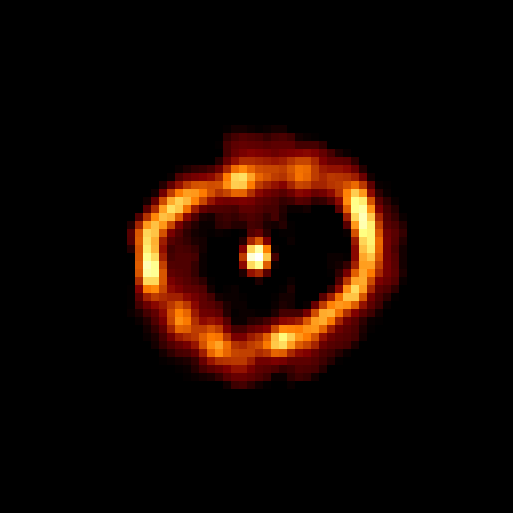
Nova Cygni 1992 mit Novaüberrest einige Jahre nach dem Ausbruch

Wie bei Supernovae kann einige Jahre bis Jahrzehnte nach einem Novaausbruch ein Emissionsnebel nachgewiesen werden. Aus der Radialgeschwindigkeit während des Ausbruchs und anhand des beobachteten Winkels des Novaüberrestes ist es unabhängig möglich, die Entfernung zu berechnen. Die Form der Nebel ist häufig elliptisch, wobei der Anteil elliptischer oder manchmal bipolarer Nebel mit der Abnahme der Novageschwindigkeit zunimmt. Die abgeplattete Achse liegt in der Bahnebene des Doppelsternsystems. Daher ist die Abweichung von der Kreisform eine Folge der Interaktion der ausgestoßenen Materie mit der Akkretionsscheibe und dem Begleiter im Laufe der Expansion. Der optisch dicke Wind, aus dem sich der Novaüberrest bildet, kann im Radiobereich als Bremsstrahlung einige Wochen nach dem Ausbruch nachgewiesen werden. Die Masse der ausgeworfenen Materie bei einem Novaausbruch beträgt 10−5 bis 10−4 Sonnenmassen. Dieser Wert ist um eine Größenordnung höher, als nach theoretischen Modellen zu erwarten wäre. Allerdings könnte diese Abweichung verursacht werden durch eine klumpenartige Struktur der Ejekta, wobei der Teil der ausgestoßenen Materie mit der größten Dichte durch eine Interaktion mit der umgebenden zirkumstellaren Materie die Radiolichtkurve bestimmt und eine größere Masse vortäuscht.

## Das Winterschlafszenario
Nach dem Winterschlafszenario (englisch hibernation model) entwickelt sich ein kataklysmischer Veränderlicher nach einem Novaausbruch zurück in ein getrenntes Doppelsternsystem. Aufgrund des Massenverlusts während des Ausbruchs erhöht sich der Abstand zwischen den Komponenten. Der erhitzte Weiße Zwerg erhöht auch die Temperatur seines Begleitsterns, der ihm aufgrund der gebundenen Rotation stets die gleiche Seite zuwendet und treibt ihn aus dem thermischen Gleichgewicht. Dies führt zu einem temporär erhöhten Massenstrom auf den Weißen Zwerg. Nach dem Ende des Novaausbruchs kühlen beide Sterne ab und der Massenfluss kommt zum Erliegen. Das Szenario wird durch eine beobachtete Helligkeitsabnahme alter Novae von 0,0015 Magnituden pro Jahr unterstützt und von einigen Fällen wie GK Persei oder RR Pictoris, die Jahrzehnte nach ihren Novaausbrüchen Zwergnovaausbrüche zeigen.
Dieses Entwicklungsszenario wird auch durch die Entdeckung einer alten ausgedehnten Novahülle um die Zwergnova Z Camelopardalis unterstützt. Aus der nicht nachweisbaren Expansionsgeschwindigkeit konnte eine Obergrenze von 1300 Jahren berechnet werden, seitdem die Novahülle mit der interstellaren Materie wechselwirkt. Auch der Typus der Zwergnova vom Typ Z Cam, einer Untergruppe der Zwergnova mit hohen Massentransferraten, entspricht den theoretischen Erwartungen. Z Cam sollte sich daher unmittelbar nach dem Ausbruch als ein novaähnliches Doppelsternsystem präsentiert haben. Der nächste Entwicklungsschritt ist eine Zwergnova vom Typ Z Cam und in einigen Jahrhunderten eine normale Zwergnova vom Typ U Geminorum. Danach sollte der Massentransfer für einen Zeitraum von 1.000 bis 100.000 Jahren zum Erliegen kommen, bis die Entwicklung in umgekehrter Reihenfolge zu einem erneuten Novaausbruch führt.

## Sonderformen
Novae sind ein Helligkeitsausbruch als Folge des Zündens eines Wasserstoffbrennens auf der Oberfläche eines Weißen Zwergs. Bei normalen Novae wird das wasserstoffreiche Gas von einem Begleiter akkretiert. In der Literatur werden aber auch Szenarien diskutiert, wo der Wasserstoff aus anderen Quellen stammt:
- Enge Doppelsternsysteme – bestehend aus zwei Weißen Zwergen – verlieren Drehmoment aufgrund der Abstrahlung von Gravitationswellen. Verfügt einer der Weißen Zwerge über einen Kohlenstoff/Sauerstoff-Kern und eine wasserstoffreiche Hülle, so wird bei einer Umlaufdauer von weniger als 20 Minuten aufgrund von Gezeitenkräften genügend Wärme auf dem Weißen Zwerg deponiert, um die Zündtemperatur für das Wasserstoffbrennen zu erreichen. Dies wäre eine Novaexplosion 10.000 bis 100.000 Jahre vor dem Verschmelzen des Doppelsternsystems.[43]
- Beobachtungen der letzten Jahrzehnte haben gezeigt, dass die Sterne in Kugelsternhaufen nur in erster Näherung eine einheitliche chemische Zusammensetzung haben. Ein ausstehendes Problem ist die Variation der Häufigkeit des Heliums innerhalb der Sternhaufen. Neben einer Anreicherung der Materie für eine zweite Sterngeneration durch den Sternwind von schnell rotierenden massiven Sternen und den Sternwinden von AGB-Sternen wird auch die Hypothese diskutiert, dass einzelne massive Weiße Zwerge wenige hundert Millionen Jahre nach der Entstehung eines Kugelsternhaufens das noch vorhandenen Gas akkretiert haben könnten. Bei der Novaexplosion wurde das chemisch angereicherte Gas an das interstellare Medium zurückgegeben und durch die Schockwelle eine neue Phase der Sternentstehung angestoßen.[44]
- Wenn ein Weißer Zwerg ein enges Doppelsternsystem mit einem Be-Stern bildet, kann er wie in kataklysmischen Systemen Wasserstoff akkretieren. Ein Be-Stern ist ein sich sehr schnell drehender früher Stern, der gelegentlich eine Decretion disk bildet. Der Weiße Zwerg durchläuft die zirkumstellare Scheibe und sammelt frischen Wasserstoff auf, der sich wie bei einer Nova auf der Oberfläche des Weißen Zwergs entzündet. Da der frühe Stern leuchtkräftiger ist als die Nova, wird kein optischer Ausbruch registriert, sondern eine temporäre weiche Röntgenquelle wie bei den Superweichen Röntgenquellen beobachtet.[45]

## Liste galaktischer Novae
Die folgende Tabelle zeigt einige Novae, die innerhalb unserer eigenen Galaxis, der Milchstraße, entdeckt wurden und (bei guten Bedingungen) mit bloßem Auge sichtbar waren. Die Buchstaben und Zahlenkürzel vor den Namen geben teilweise gemäß den Konventionen zur Benennung veränderlicher Sterne an, als wievielter veränderlicher Stern innerhalb eines Sternbilds die jeweilige Nova entdeckt wurde. Der zweite Namensteil bezeichnet das Sternbild.
| Jahr | Nova                | Maximalhelligkeit |
| ---- | ------------------- | ----------------- |
| 1891 | T Aurigae           | 3,8 mag           |
| 1898 | V1059 Sagittarii    | 4,5 mag           |
| 1901 | GK Persei           | 0,2 mag           |
| 1903 | Nova Geminorum 1903 | 6 mag             |
| 1910 | Nova Lacertae 1910  | 4,6 mag           |
| 1912 | Nova Geminorum 1912 | 3,5 mag           |
| 1918 | Nova Aquilae 1918   | −1,4 mag          |
| 1920 | Nova Cygni 1920     | 2,0 mag           |
| 1925 | RR Pictoris         | 1,2 mag           |
| 1934 | DQ Herculis         | 1,5 mag           |
| 1936 | CP Lacertae         | 2,1 mag           |
| 1939 | BT Monocerotis      | 4,5 mag           |
| 1942 | CP Puppis           | 0,4 mag           |
| 1950 | DK Lacertae         | 5,0 mag           |
| 1960 | V446 Herculis       | 2,8 mag           |
| 1963 | V533 Herculis       | 3 mag             |
| 1967 | HR Del              | 3,5 mag           |
| 1970 | FH Serpentis        | 4,4 mag           |
| 1975 | V1500 Cygni         | 2,0 mag           |
| 1975 | V373 Scuti          | 6 mag             |
| 1976 | NQ Vulpeculae       | 6 mag             |
| 1978 | V1668 Cygni         | 6 mag             |
| 1984 | QU Vulpeculae       | 5,2 mag           |
| 1986 | V842 Centauri       | 4,6 mag           |
| 1991 | V838 Herculis       | 5,0 mag           |
| 1992 | V1974 Cygni         | 4,2 mag           |
| 1999 | V1494 Aquilae       | 5,03 mag          |
| 1999 | V382 Velorum        | 2,6 mag           |
| 2013 | Nova Delphini 2013  | 4,3 mag           |
| 2013 | Nova Centauri 2013  | 5,5 mag           |